# Chantilly
Chantilly je město v severovýchodní části metropolitní oblasti Paříže ve Francii v departmentu Oise a regionu Hauts-de-France. Má 11 000 obyvatel. Od centra Paříže je vzdálené 28,4 km.
Poblíž města se nachází malebný zámek, v němž sídlí významné Muzeum Condéů a ve stájích rozsáhlé muzeum koní.

## Partnerská města
- Überlingen, Německo
- Watermael-Boitsfort, Belgie
- Epsom and Ewell, Anglie, Velká Británie